# Prefettura di Beyla
Beyla è una prefettura della Guinea nella regione di Nzérékoré, con capoluogo Beyla.
La prefettura è divisa in 14 sottoprefetture:
- Beyla
- Boola
- Diara-Guerela
- Diassodou
- Fouala
- Gbakedou
- Gbessoba
- Karala
- Koumandou
- Moussadou
- Nionsomoridou
- Samana
- Sinko
- Sokourala